# Herbivore

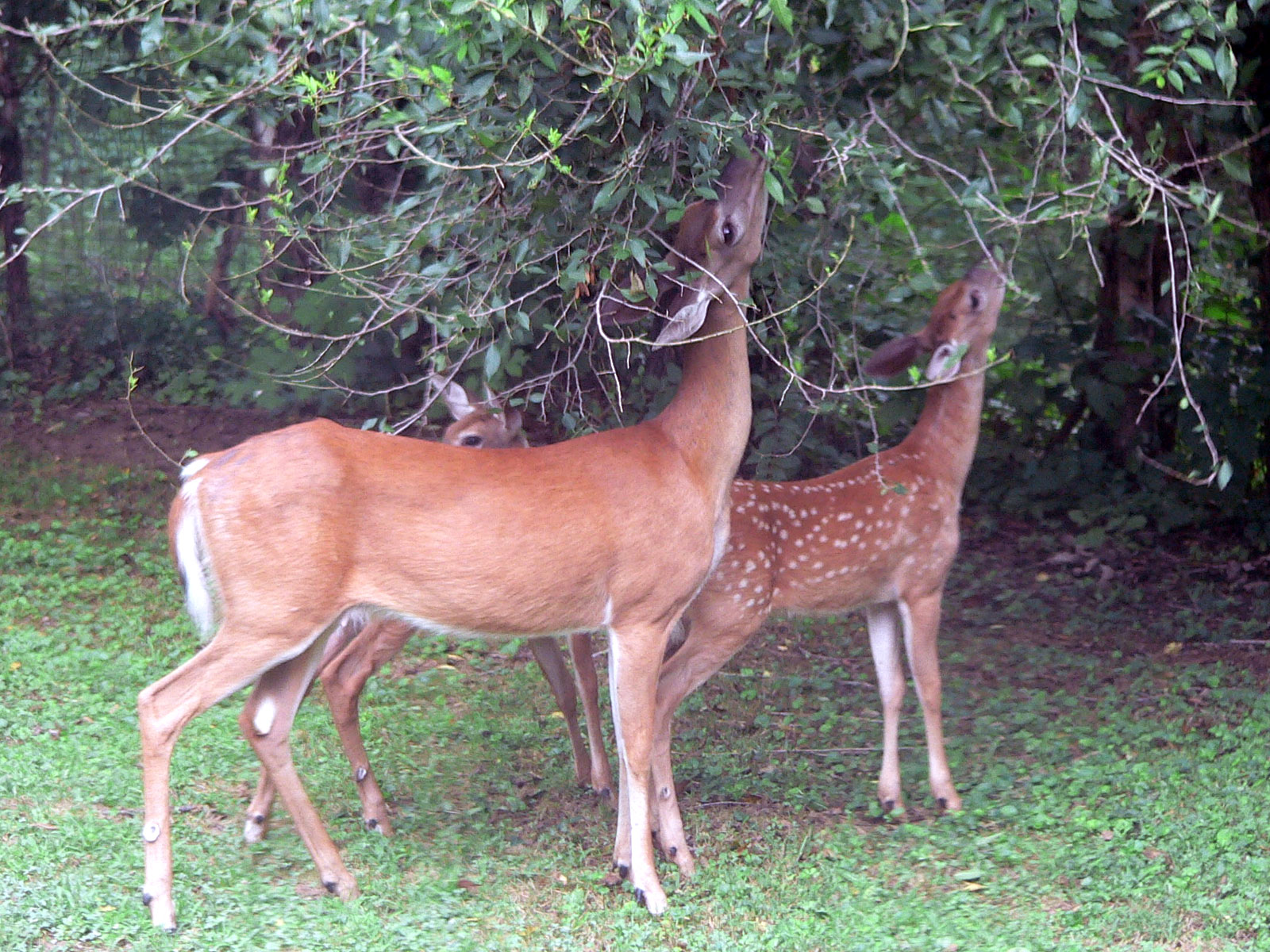
Certains herbivores consomment volontiers les feuillages de diverses essences (broutage), mais les arbres ainsi « attaqués » peuvent se défendre en produisant des tanins amers qui rendent leurs feuillages moins appétents.

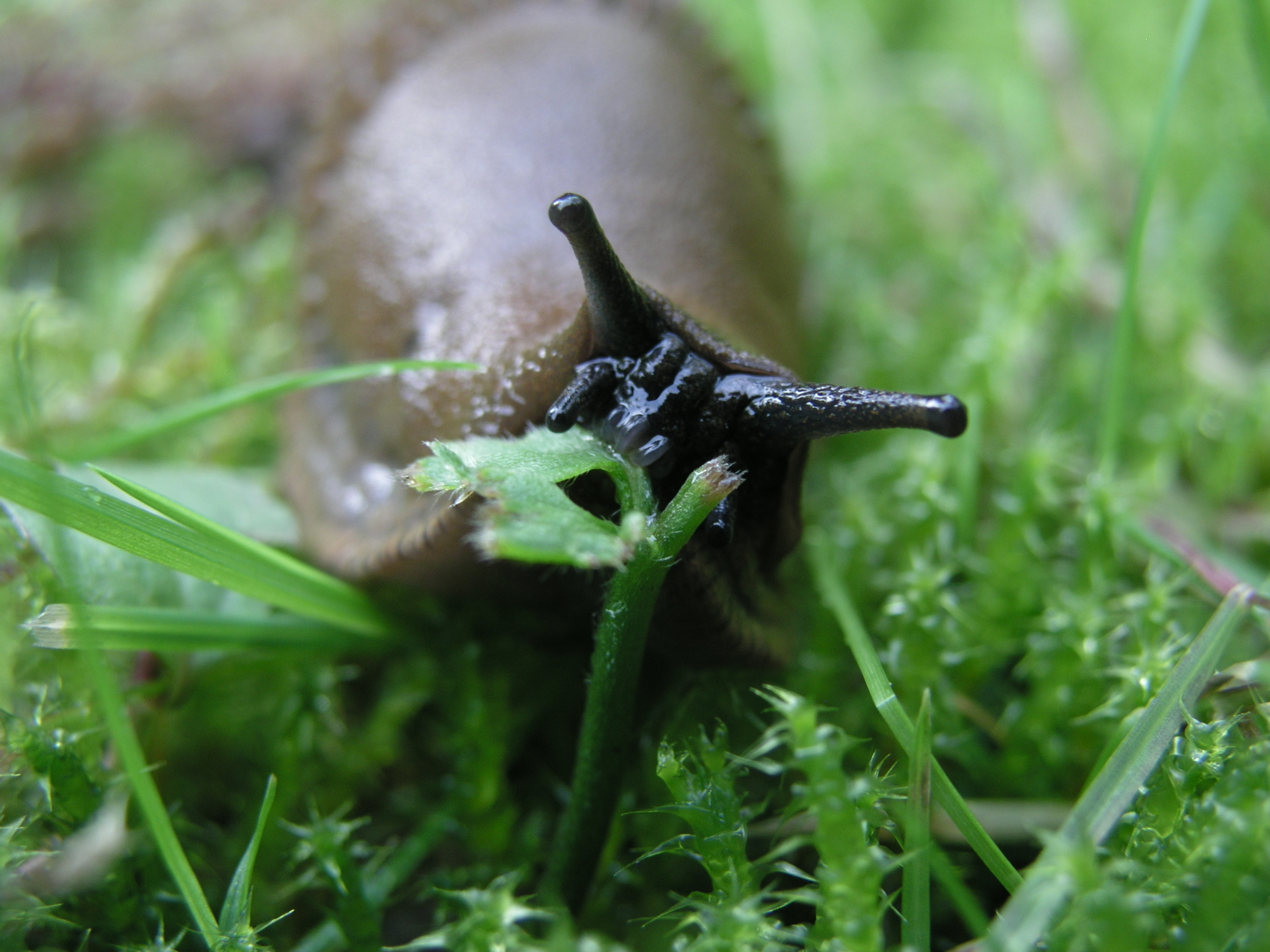
Escargots et limaces sont de petits herbivores qui occupent une place importante dans le réseau trophique. Ils limitent la croissance de certains végétaux et servent de nourriture à de nombreux animaux (oiseaux notamment).

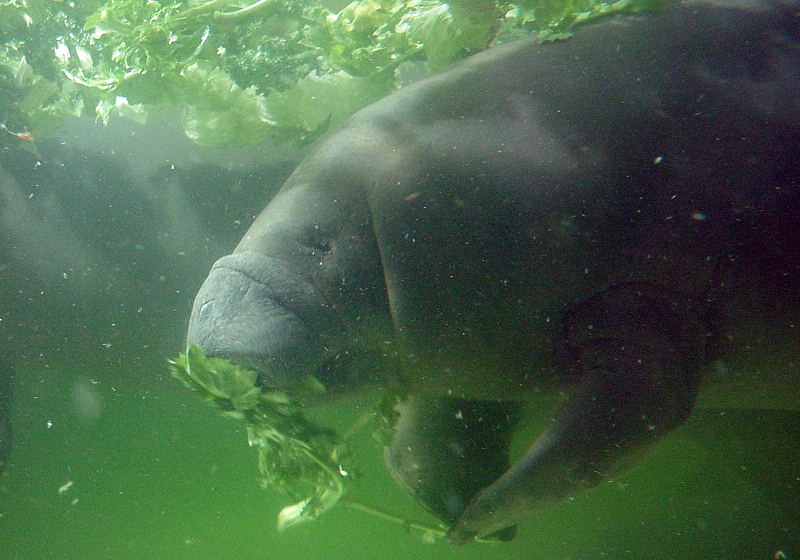
Le lamantin est un mammifère herbivore se nourrissant exclusivement de plantes aquatiques (50 kg par nuit environ), jouant ainsi un rôle écologique important pour la pénétration de la lumière dans l'eau.

Un herbivore est, dans le domaine de la zoologie, un animal (mammifère, insecte, poisson, etc.) qui se nourrit principalement de plantes vivantes ou conservées (du foin par exemple), plus généralement de substances végétales et non de viande, d'excréments, de champignons ou de nécromasse. Ces animaux sont des hétérotrophes ayant pour source principale de leur alimentation des organismes autotrophes.
Herbivore désigne donc ici les animaux qui se nourrissent de plantes terrestres ou de macrophytes (plantes de zones humides ou marines, macro-algues), mais non de champignons (ce sont des fongivores ou mycophages) qui ne sont pas des végétaux, ni de plancton qui regroupe des micro-organismes très variés (ce sont des planctonivores, des organismes filtreurs).
Phytophage, de même sens, est préférentiellement utilisé pour les invertébrés, en particulier pour les insectes.
En alimentation humaine les régimes privilégiant les substances végétales sont qualifiés de végétarien ou végétalien.
En écologie le terme d'herbivore est plus souvent préféré pour les vertébrés et en particulier pour les mammifères. En agriculture on utilise exclusivement herbivore pour désigner les animaux d'élevage répondant à ce critère. L'écologie distingue les herbivores stricts des herbivores occasionnels généralement qualifiés d'omnivores.
Le rendement énergétique de l'alimentation est environ deux fois plus élevé chez les espèces carnivores bien que les herbivores hébergent généralement dans des parties variables de leur système digestif des microbiotes permettant de compléter la digestion. Ce rendement est encore amélioré dans le cas de la rumination ou de la cæcotrophie.
Le plus grand herbivore terrestre est la girafe, le plus lourd est l'éléphant. Dans le passé, et notamment au Jurassique, de très grands dinosaures herbivores ont existé. Plus généralement, ces animaux sont désignés comme mégaherbivores, ils ont puissamment contribué à façonner les paysages.

## Herbivorie
L’herbivorie est la condition d’un animal se nourrissant de végétaux (plantes, algues, lichens) ; elle correspond aussi au comportement local des herbivores, à leur action sur le milieu et à la consommation plus ou moins saisonnière d'une certaine biomasse végétale.
Les végétaux ont la particularité d'être constitués de cellules dont les parois sont faites surtout de cellulose, un glucide complexe. Leurs organes de réserve sont également constitués de polysaccharides divers. Leur digestion nécessite un équipement adapté.

### Définition à nuancer
Dans le milieu naturel, presque tous les herbivores mangent en fait aussi — volontairement ou non — de la matière animale, sous forme d'œufs et de petits animaux (limaces, escargots et, entre autres insectes, pucerons), ainsi que des champignons, voire des quantités significatives de terre (géophagie).
De nombreux insectes, acariens et gastéropodes sont à la fois herbivores et fongivores.
De nombreux animaux ne sont herbivores qu'à certaines saisons (certaines mésanges) ou à un seul stade de leur vie, généralement celui de larve. Par exemple, les chenilles défoliatrices donnent naissance à des papillons pollinisateurs se nourrissant de pollen et de nectar ; chez les amphibiens, la larve est souvent herbivore (bien que susceptible de manger des bactéries et des cadavres animaux quand le végétal manque).
Remarque : certaines fourmis sont défoliatrices, mais ne consomment que les champignons qu'elles cultivent sur les feuilles coupées ramenées dans la fourmilière. Elles ne sont pas herbivores.

### Interactions végétal-herbivores-prédateurs
Des interactions durables et complexes sont entretenues par les herbivores d'une part avec les végétaux dont ils dépendent pour s'alimenter et, d'autre part, avec les carnivores qui les consomment. L'herbivorie peut aussi être influencée par des facteurs climatiques et abiotiques (disponibilité en oligo-éléments pour les plantes, ou présence naturelle ou anthropique de toxiques inhibant la croissance des plantes). Des variations de température et d’humidité défavorables peuvent fixer une capacité limite de sorte que les herbivores n’atteindront pas le nombre d’individus pouvant épuiser la végétation. La compétition (intraspécifique, c’est-à-dire entre les herbivores d'une même espèce, et interspécifique, c’est-à-dire entre les espèces) et la prédation peuvent limiter la densité d’herbivores.
Différents biomes sont sujets à une forte abondance en herbivores et conséquemment aux effets de l'herbivorie, par exemple les savanes et les prairies qui sont des écosystèmes dominés par les herbacées, plantes facilement accessibles.
Dans la toundra, l'abondance des herbivores est fortement déterminée par le climat. En condition favorable, les densités — notamment celles des caribous migrateurs — peuvent excéder localement la capacité du milieu et compromettre le couvert de lichen au sol.
En forêt boréale, l'abondance des herbivores est fortement déterminée par la succession des perturbations. En diversifiant le paysage forestier, les perturbations naturelles comme les feux de forêt et les épidémies dues aux insectes connectent en une mosaïque les jeunes peuplements aux plus vieux. Durant l'hiver, les herbivores peuvent ainsi bénéficier d'un couvert forestier dense, qui limite l'accumulation de neige au sol et leurs déplacements (habitat d'abris), adjoint à un peuplement de renouvellement constitué de jeunes pousses à tissus nutritifs (habitat d'alimentation). De plus, les habitats d'abris limitent la visibilité des herbivores et ainsi la pression des prédateurs. Ainsi divisé, l'écosystème forestier subit une pression variable de l'herbivorie.
La plaine du Serengeti d’Afrique contient la plus grande diversité et biomasse de grands herbivores. Cet endroit est régi par le cycle des saisons (succession de saisons sèches et humides) qui modulent la croissance des plantes. Les herbivores étant dépendants des végétaux pour se nourrir, ils migrent cycliquement selon ces fluctuations.
Les plantes résistent à l'herbivorie selon divers mécanismes allant de l'évitement à la tolérance. D'une part l'évitement advient  lorsqu'une portion du feuillage de la plante est hors de portée de l'herbivore. Lorsque la plante est établie dans un endroit escarpé et inaccessible pour l'herbivore, elle peut se soustraire à l'herbivorie. Par sa croissance en hauteur, une partie de la plante peut également devenir inaccessible à l'herbivore. D'autre part, l'évitement peut être inhérent à la morphologie de la plante (par exemple si elle présente des épines) qui diminue son attractivité pour l'herbivore ou à sa physiologie (par exemple la présence de composés secondaires comme les tanins) qui diminue la digestibilité et la valeur nutritive des tissus. On parle alors de défense physique ou chimique. Les plantes peuvent parfois ajuster leur défense durant leur développement selon le type d'herbivorie ; cette défense est alors dite « induite ». Le contrôle des populations d'herbivores par les prédateurs ferait même varier l'abondance des épines sur les plantes selon une récente étude intitulée « Les grands carnivores rendent les communautés d'arbres de la savane moins épineuses ».

### Herbivores et détritivores endogés
Les herbivores endogés (du sol et du sous-sol), méconnus car peu visibles, représentent souvent la forme dominante de la consommation de la productivité primaire des sols ; cependant cette consommation concerne d'abord des tissus nécrosés et son rôle est essentiel dans la formation de l'humus, de la couche arable et des sols. Ce sont des mammifères (campagnols par exemple), mais surtout des invertébrés (nématodes, acariens, insectes notamment). Il semble que les faibles niveaux d'herbivorie du sous-sol puissent favoriser le flux des nutriments du sol vers la plante, via une croissance accrue des racines des plantes hôtes et des plantes compagnes. Par exemple, de faibles taux d'infection des racines de trèfle blanc (Trifolium repens L.) par le nématode du trèfle (Heterodera trifolii Goffart) augmente la croissance racinaire, respectivement de 141 % et 219 % chez la plante hôte et chez l'herbe voisine non infectée (Lolium perenne L.) qui bénéficie du sol enrichi en azote par le trèfle. Par contre, l'infection des racines du trèfle a augmenté la biomasse microbienne du sol dans la zone racinaire, avec dans le même temps un retour vers le sol d'une partie de l'azote capté par le trèfle (mesuré par le transfert de l'isotope azote 15 de la plante hôte vers le sol et l'herbe voisine). Dans ce dernier cas, cet azote pourrait être utilisé par des bactéries ou d'autres plantes résistantes au nématode. Ces données suggèrent que, de manière générale, de faibles taux d'herbivorie du sous-sol peuvent accroître le transfert de carbone et d'azote du sol vers les plantes, avec augmentation de la croissance des racines et recyclage plus rapide des éléments nutritifs du sol dans les prairies. Ces interactions influencent probablement fortement la compétition ou les associations entre espèces végétales, en modifiant la structure des communautés végétales dans les prairies. Le contrôle de la croissance des plantes par les herbivores se fait donc aussi de manière invisible ou presque, sous le sol.

### Coévolution
La relation herbivore-plante consiste bien souvent en une série d’adaptations que l’on peut décrire comme une coévolution. Les herbivores exerçant une forte pression sélective sur les plantes, celles-ci se sont adaptées de façon à pouvoir lutter et survivre. Les herbivores ont donc aussi acquis des adaptations afin d’être en mesure de se nourrir plus efficacement. Une nouvelle adaptation venant d’une des deux parties devient donc une nouvelle force sélective qui mène à une contre adaptation de l’autre partie.

## Comportement des herbivores
Les herbivores ont adapté leurs comportements afin de s'adapter aux différentes contraintes imposées par une nourriture végétale. Selon la théorie de stratégie optimale de recherche de la nourriture (optimal foraging theory), ils sont capables d'ajuster leur quête de nourriture de sorte à en maximiser les bénéfices et l'apport nutritif. Par exemple, si l'on offre à des insectes phytophages leurs différents nutriments essentiels, mais purifiés et séparés, ceux-ci s'en alimenteront avec des ratios identiques à ceux de leur régime habituel, et même améliorés. Ils doivent également s'ajuster à la forte variabilité temporelle et spatiale des niveaux d'apports nutritifs. Ainsi, lorsqu'ils font face à une diète partielle, ils pourront, soit manger davantage ponctuellement et augmenter la taille du prélèvement, soit manger plus régulièrement ou encore modifier le régime. En cas de forte lacune dans la nourriture disponible, il n'est pas rare de voir les herbivores se tourner vers le cannibalisme, en réalité plus fréquent chez les herbivores que chez les carnivores, puisque cela amène de grands apports nutritifs,. D'autres comportements plus agressifs sont toutefois employés pour contrecarrer les défenses des plantes. Un exemple est celui où des insectes folivores qui ouvrent des tranchées jusqu'au fluide végétal (latex, résine, phloème) afin de limiter leur exposition aux exsudats toxiques de la plante. Certains vont couper les trichomes avant de s'alimenter afin de réduire leurs effets néfastes.

### Trajets, mouvements, corridors spécifiques

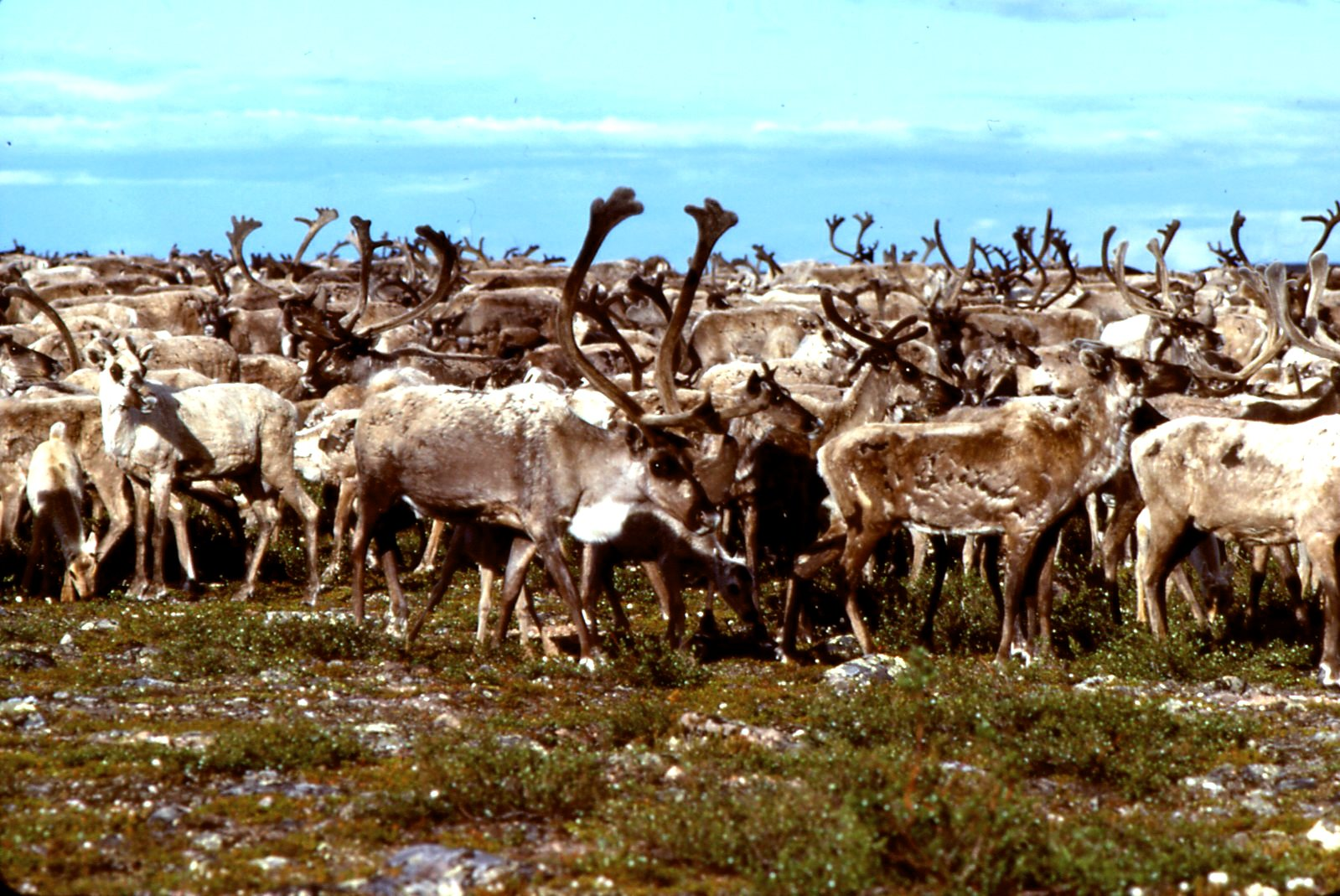
Migration de caribous de la toundra, près de la rivière Thelon (Grand Nord canadien).

Au sein de leur territoire et de leur aire vitale, les herbivores doivent se déplacer pour manger tout en échappant à leurs prédateurs, avec d'autant plus de difficultés que les zones riches en aliments sont rares ou que les prédateurs sont nombreux et actifs.
Pour s'adapter aux variations annuelles de ressources alimentaires, certains herbivores ont besoin de saisonnièrement migrer, sur de grandes distances parfois. Ces déplacements sont rendus difficiles ou impossibles dans les régions industrialisées en raison d'une fragmentation croissante des paysages (par les canaux, autoroute et autres voies clôturées notamment), mais sont encore observées à grande échelle dans certaines régions du monde (ex. : migration des gnous ou des éléphants en Afrique, ou encore des caribous en Amérique du Nord). Ces déplacements ont probablement aussi une importance sanitaire en diminuant le risque de parasitoses et de certaines zoonoses (plus important pour un animal sédentarisé qui reste en contact avec ses microbes et les œufs ou larves de ses propres parasites).
Les facteurs de déplacements très locaux (à petite échelle) ou de grande migration sont mieux compris que les déplacements à échelle spatiotemporelle intermédiaires,.

### Adaptation des régimes

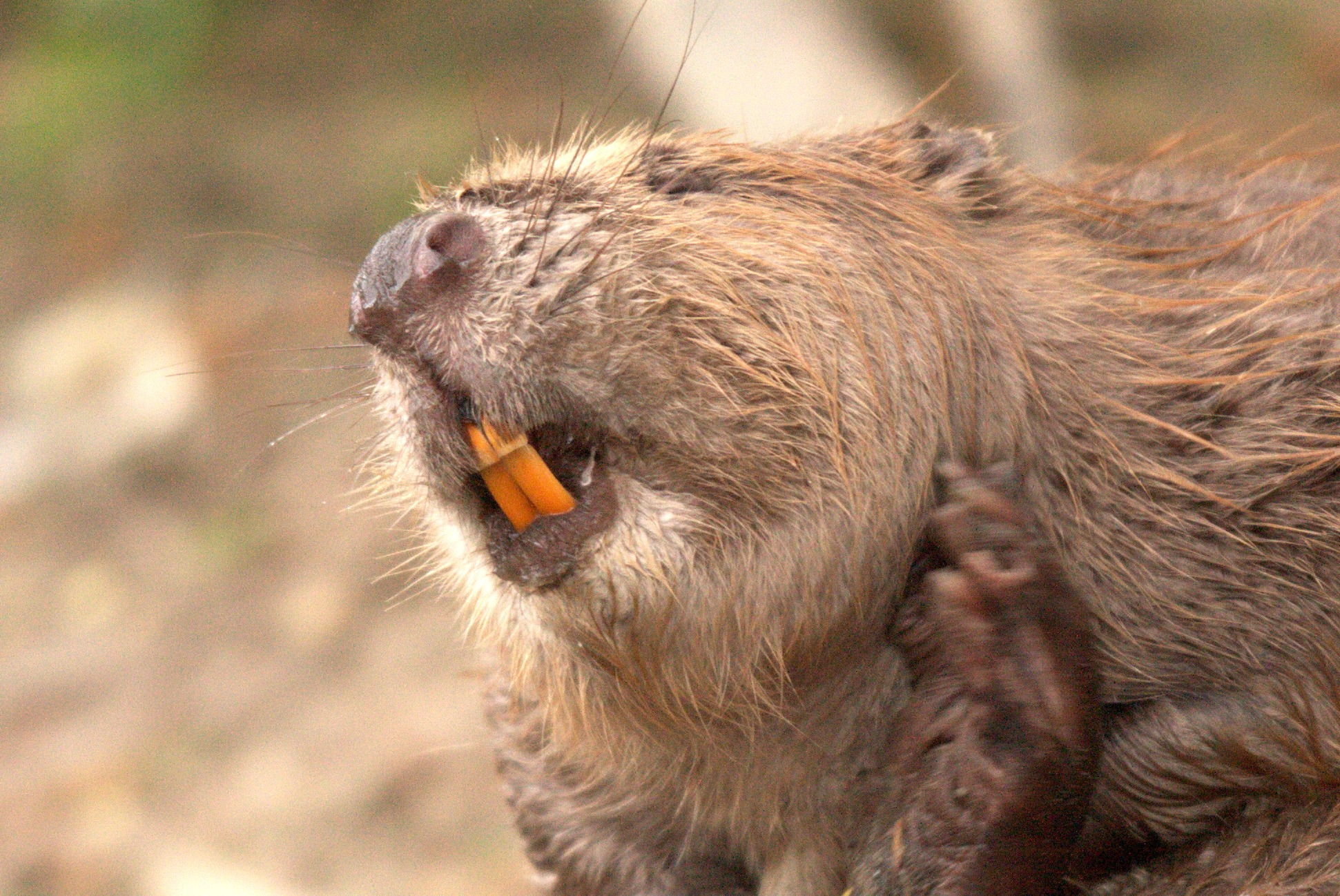
De nombreux herbivores adaptent la concentration de leurs protéines salivaires riches en proline au degré tannifère de leur alimentation. Ces molécules neutralisent les tanins qui perturbent la digestion. Les incisives du castor ont une couleur jaune orangé sur l'extérieur : ces dents très coupantes permettent de couper des arbres pour se nourrir de leur cambium. Le mammifère absorbe au passage l'écorce très tannifère. Les protéines à la surface de l'émail et de la plaque dentaire de ses dents captent ces tanins qui, en s'oxydant, provoquent cette coloration.

Le régime des herbivores peut fortement varier d'une saison à l'autre, particulièrement dans les zones tempérées, en fonction de la végétation disponible selon les périodes de l'année.
Les herbivores doivent passer une grande partie de leur temps à brouter (et à digérer) car le rapport C:N des plantes est de 40:1 et celui des animaux de 9:1 : les animaux sont composés d'environ quatre fois plus d'azote que les plantes. C'est pourquoi les herbivores doivent se nourrir abondamment afin de répondre à leurs besoins nutritionnels. Le carbone excédentaire est rejeté dans les excréments ou recyclé à la mort de l'animal via sa nécromasse exploitée par les nécrophages (des insectes nécrophages aux vautours et condors …).
Les prédateurs (consommateurs secondaires), les carnivores par exemple, n'ont pas besoin de manger autant car leur nourriture présente le même rapport C:N qu'eux.

### Comportements de type «agricole» facilitant l'herbivorie

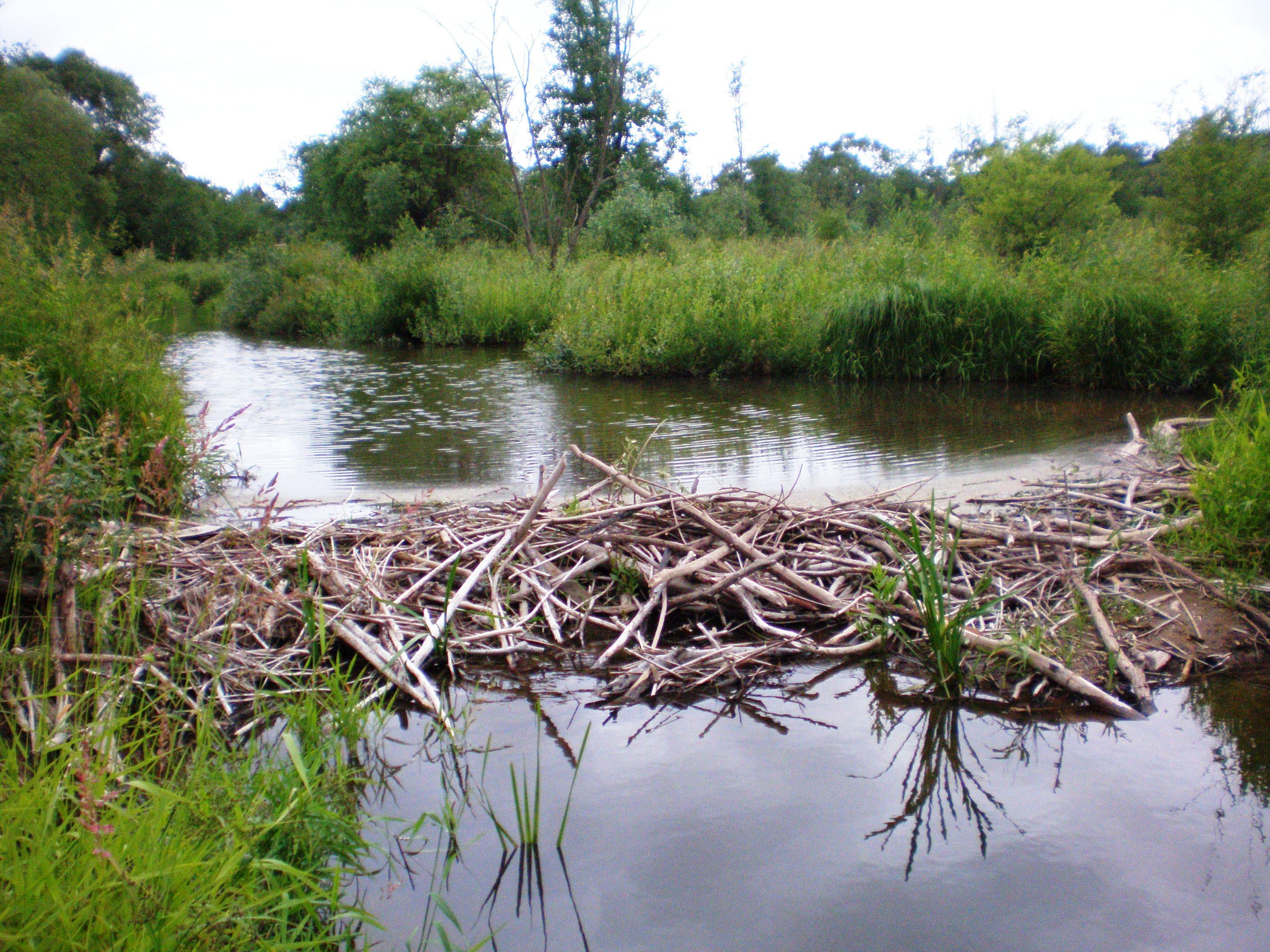
Barrage de castors permettant par exemple d'optimiser la superficie et la production de saulaies.

Certains animaux ont acquis des comportements similaires à l'agriculture humaine pour se nourrir. Ces comportements s'appliquent aux champignons mais aussi aux plantes et aux algues. Voir Agriculture#Activités analogues à l'agriculture pratiquées par les animaux. On parle aussi parfois d'espèce ingénieure.

### Spécialisation des herbivores
Cette « spécialisation » doit être comprise comme une orientation majoritaire mais rarement exclusive, ainsi un « herbivore strict » ingère involontairement champignons et insectes.
Les herbivores ou phytophages peuvent être sous-classés en : 
- herbivores stricto sensu, qui ne mangent que de l'herbe ou presque ;
- exsudativores, qui se nourrissent de l'exsudat des plantes (suc, résine, gomme), dont :
  - gommivores, qui mangent la gomme des plantes ;
- folivores ou phyllophages, qui ne mangent que des feuilles ;
- frugivores ou carpophages, qui ne mangent que des fruits, dont :
  - baccivores, qui se nourrissent de baies ;

- graminivores, qui se nourrissent principalement d'herbes graminoïdes ;
- granivores ou cléthrophages, qui ne mangent que des graines ;
- lignivores ou xylophages, qui consomment le bois ;
- méliphages, qui se nourrissent de miel ;
- nectarivores, qui mangent le nectar des fleurs ;
- pollinivores, qui ne mangent que du pollen ;

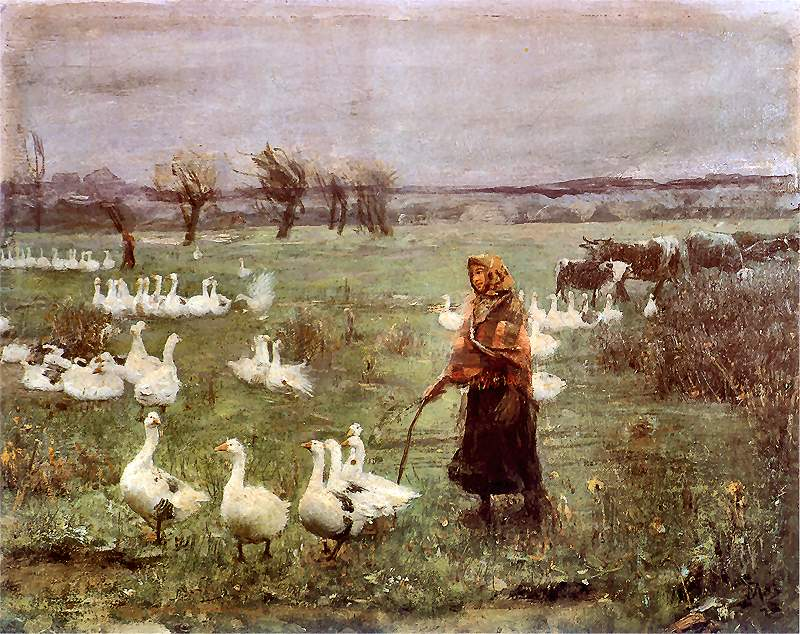
Pâturage d'oies et de bovins, 1883. L'oie est un des rares oiseaux pouvant être considéré comme vraiment herbivore.

- algivores (en), qui mangent des alguesPâturage d'oies et de bovins, 1883. L'oie est un des rares oiseaux pouvant être considéré comme vraiment herbivore.

## Morphologie et physiologie des herbivores
De nombreuses adaptations leur permettant d'exploiter les végétaux efficacement sont apparues chez les herbivores à la suite de pressions sélectives (sélection naturelle). Les oiseaux et les primates présentent souvent des régimes granivores ou frugivores mais seulement en partie ou à certaines saisons, aussi on ne les considère pas, sauf exceptions, comme des herbivores. La base de ces adaptations consiste en l'hébergement d'un microbiote adapté dans certaines parties de l'appareil digestif.
La cellulose et les glucides complexes plus généralement ne sont pas digérés par les animaux dans leur intestin antérieur en raison de l'absence d’enzymes capables de digérer des polysaccharides avec des liaisons β-glucose (cellulose, hémicellulose, …) mais ils peuvent être digérés partiellement dans des poches digestives spécialisées (rumen par exemple) et dans certaines parties du gros intestin (caecum notamment) grâce à l'action du microbiote (bactéries, archées, champignons, protozoaires) ; ces fibres végétales sont indispensables également à la régulation du transit digestif, elles peuvent couvrir 5 à 10 % des besoins chez l'homme mais 80 % chez les ruminants ; les animaux herbivores profitent donc d'enzymes d'origine exogène, c'est-à-dire produites par le microbiote intestinal ou ruminal pour digérer la cellulose,.
Quelques groupes d'animaux concentrent l'essentiel des espèces herbivores : 

### Insectes
Voir aussi Insecte#Phytophages.

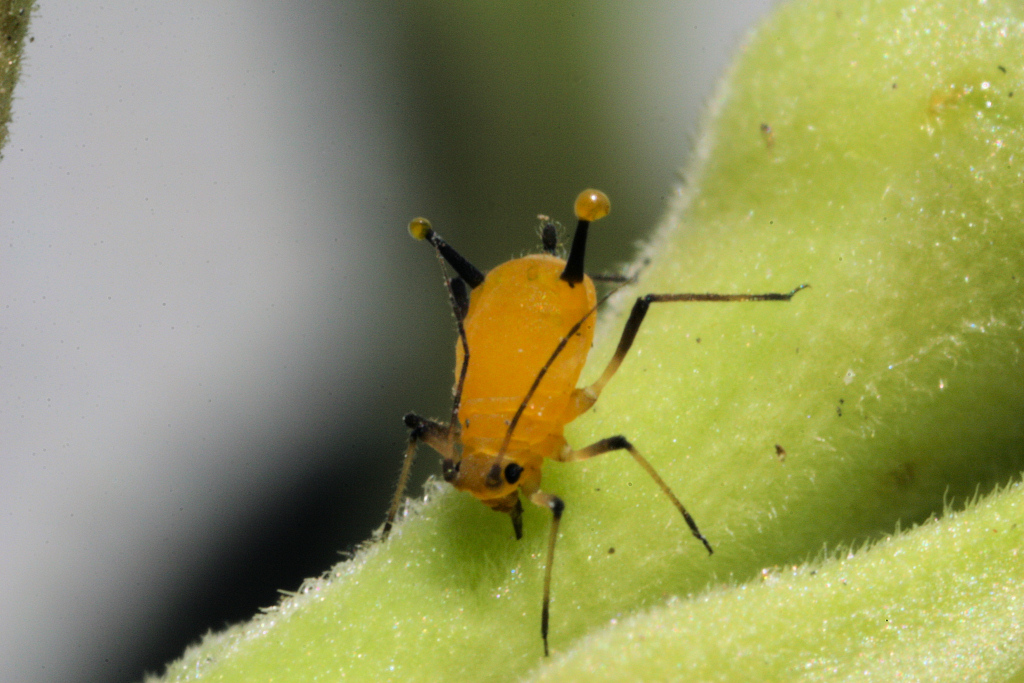
Les pucerons sont des suceurs de sève et non des mangeurs de feuilles, mais on les dit herbivores bien que le terme exact soit opophage.

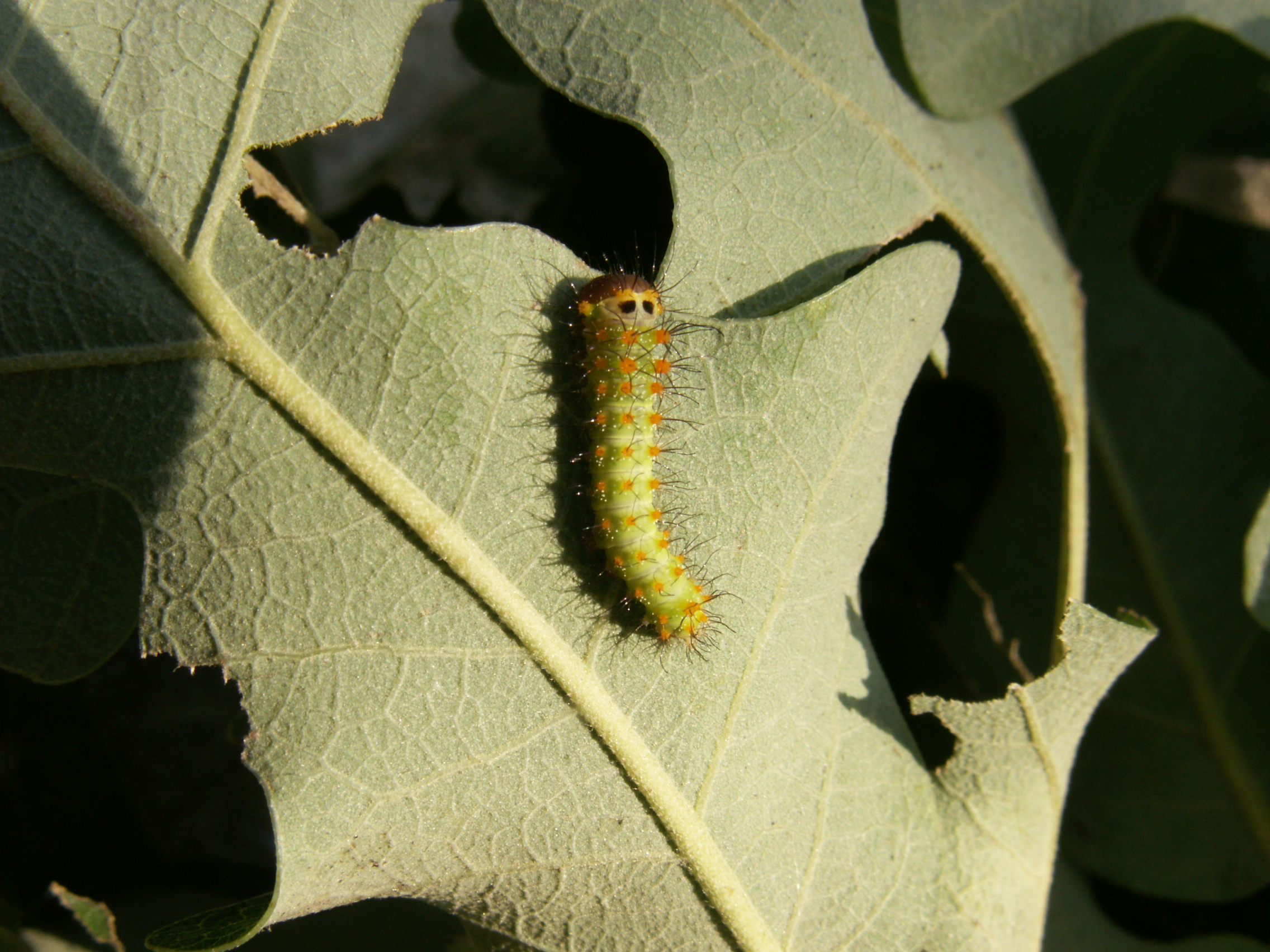
Chenille de ver à soie Tussah se nourrissant de feuilles de chêne.

Les insectes constituent la plus importante classe d'animaux ; la plupart se nourrissent du nectar, des fruits des plantes ou encore des différents tissus végétaux. Les insectes phytophages sont très diversifiés et constituent plus du quart des espèces terrestres décrites.
Ils ont donc développé des adaptations physiques telles que différentes pièces buccales.

Certains insectes dits cécidogènes ont opté pour une alimentation depuis l'intérieur même de la plante par la formation de galles dont la structure est faite du tissu végétal, mais contrôlée par l'insecte phytophage. Des observations utilisant du marquage au carbone 14 ont démontré que des galles d'insectes rapatrient les nutriments des tissus végétaux à proximité. Cette technique d'approvisionnement semble efficace considérant que les pucerons se nourrissant sous forme de galles sont plus efficients que les pucerons libres.
Plus agressive comme méthode encore, certains insectes sont vecteurs de pathogènes pour la plante. Ainsi ils peuvent lui inoculer des microbes l'affaiblissant et mobilisant les nutriments. Chez les pucerons, on remarque que ceux qui sont vecteurs de phytovirus ont un temps de développement plus court, une meilleure fécondité et un taux de croissance intrinsèque supérieur chez les hôtes infectés du virus comparés aux hôtes sains.
Comme les mammifères, les insectes herbivores ne digèrent la cellulose des végétaux que grâce à la présence dans certaines parties de leur appareil digestif d'un microbiote symbiotique.

### Oursins
Les oursins constituent une classe d'animaux majoritairement herbivores consommant des plantes marines et des algues. Leur intestin héberge une importante flore microbienne facilitant la digestion. Les oursins sont connus pour réguler les forêts de kelp ; ils ont été mis en cause dans la disparition d'importantes parties des forêts de kelp du Pacifique nord.

### Gastéropodes

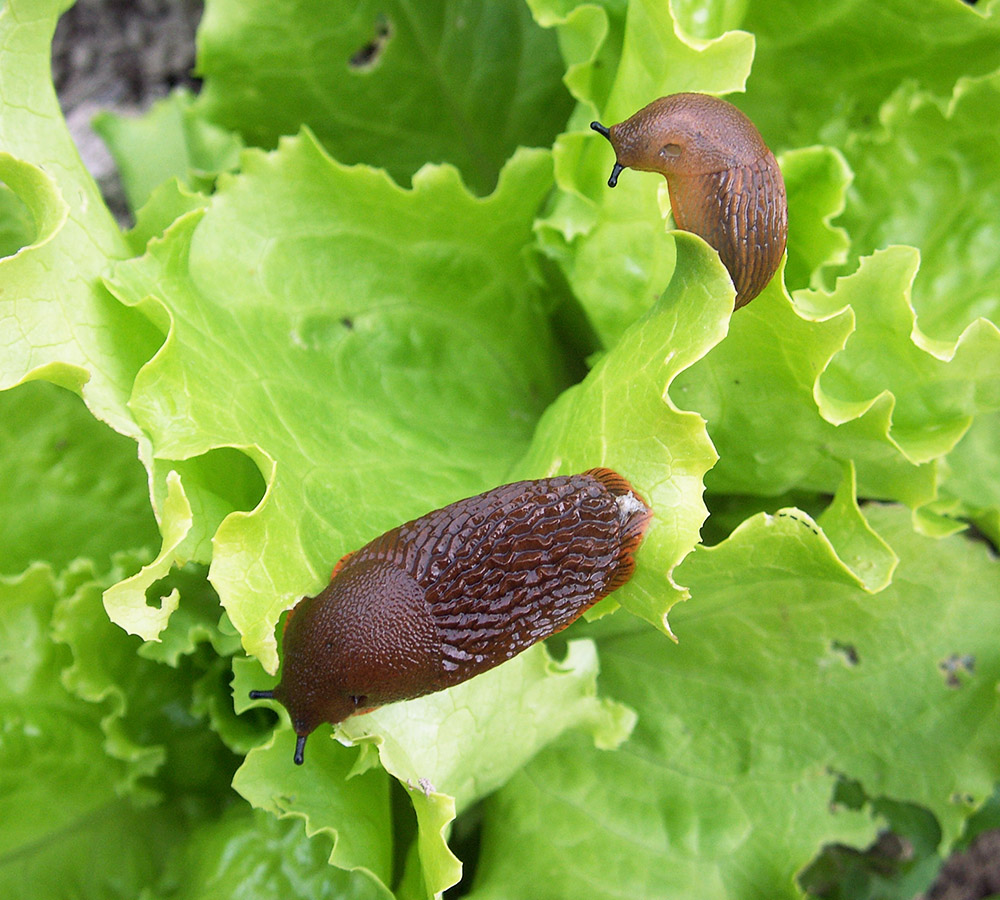
Limaces consommant de la salade.

Les gastéropodes constituent la plus importante classe d'animaux après les insectes. Un grand nombre d'entre eux sont herbivores mais aussi fongivores. Leur système digestif diffère selon les espèces (Digestive system of gastropods (en)). En agriculture les gastéropodes (limaces …) peuvent causer des dégâts considérables aux semis.

### Poissons
Les poissons mangeant des macrophytes, bien que moins communs, ont un intestin plus long leur permettant de bien digérer les glucides des végétaux. Ce genre de poissons se retrouve majoritairement dans les récifs coralliens et dans les eaux des tropiques.

### Tortues
Une partie des tortues est majoritairement herbivore ; certaines sont strictement herbivores. Voir Tortue#Alimentation.

### Mammifères
Plusieurs groupes peuvent être identifiés dans la classe des mammifères : 
- selon le mode de prélèvement des végétaux : broutage, pâturage, en rongeant ; les Rongeurs ou Rodentia (plutôt de petite taille, aux canines absentes alors que leurs molaires sont très développées) constituent un ordre de mammifères pratiquant majoritairement ce mode d'alimentation ;

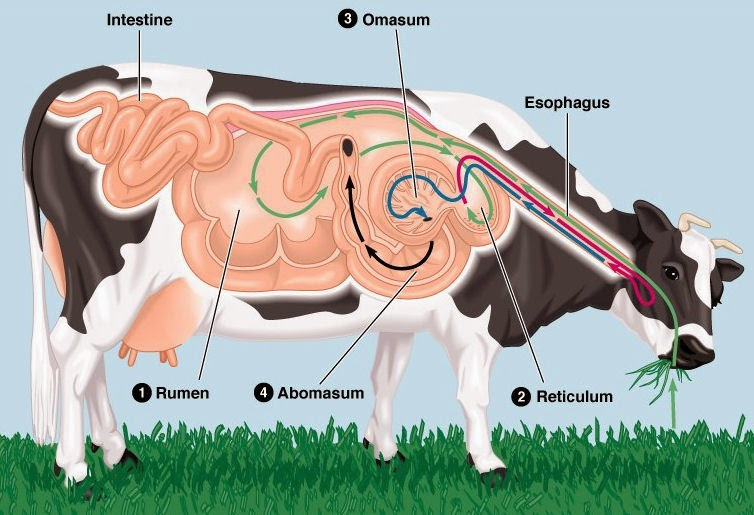
Schéma de la rumination.

- Schéma de la rumination.selon le mode de digestion ; pour digérer la cellulose, les herbivores ont une microflore bactérienne, fongique et de protozoaires spécifique, dans le rumen ou des chambres situées dans leur intestin (cæcum)[6] ; leur digestion diffère fortement de celle des carnivores.

On distingue :

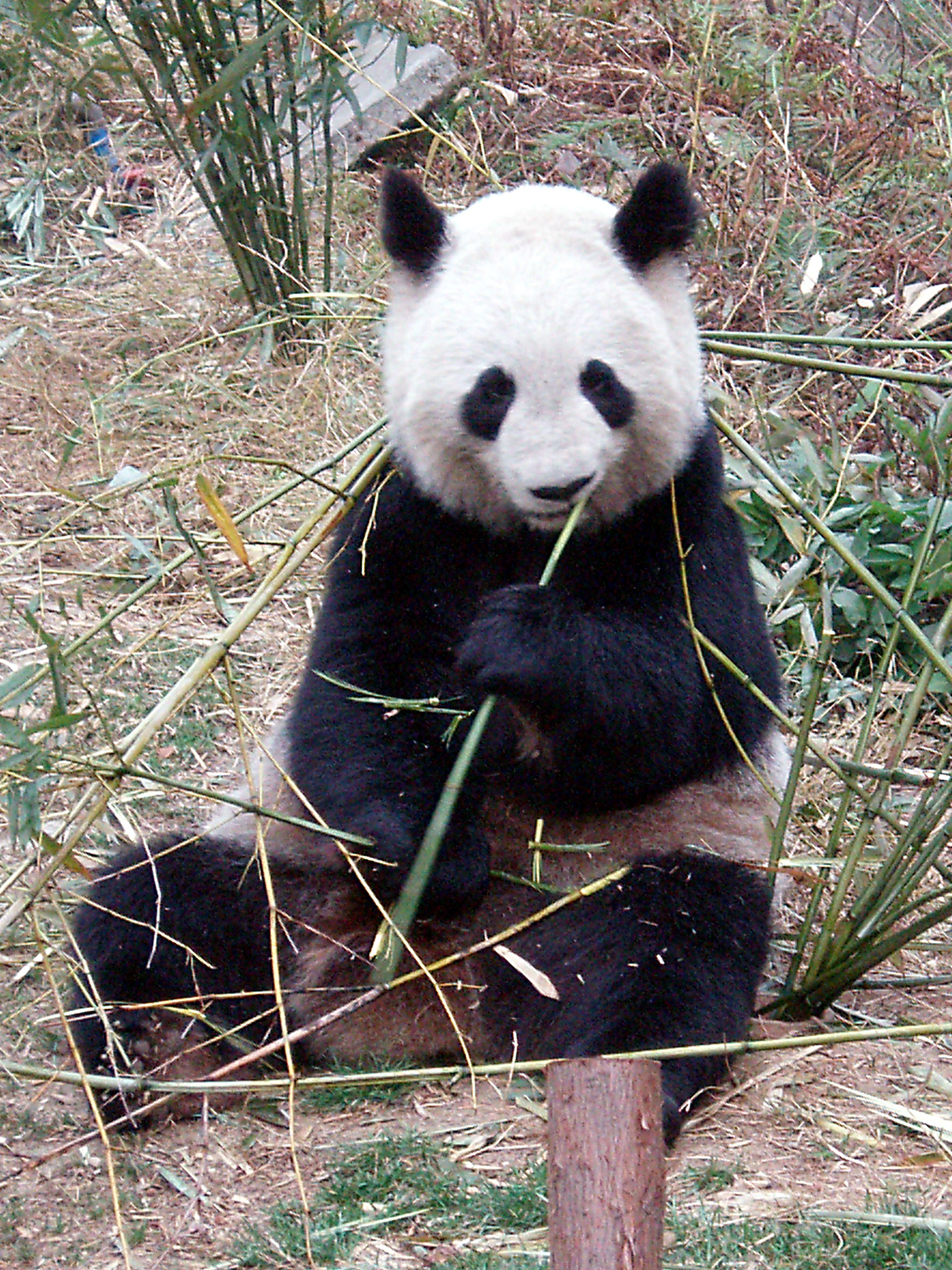
Le panda, un herbivore inféodé au bambou fait cependant partie de l'ordre des Carnivora.

- Le panda, un herbivore inféodé au bambou fait cependant partie de l'ordre des Carnivora.les herbivores monogastriques, c'est-à-dire ceux dont l'estomac n'est constitué que d'une seule poche dans laquelle a lieu la digestion chimique et enzymatique ; les aliments sont ensuite fermentés dans le cæcum ; c'est le cas notamment des Périssodactyles (Équidés, Tapiridés, Rhinocérotidés), des lamantins (herbivores marins), des Lagomorphes (lièvres, lapins et pikas) et de nombreux rongeurs[34];  les éléphants, végétariens stricts, ont une digestion moins efficace que les chevaux, la fermentation cæcale est moins importante mais est compensée par les grandes quantités ingérées[35] et parfois par la réingestion de bouses (ce comportement peut aussi se produire chez le cheval)[36] ; les koalas, des marsupiaux inféodés à certains eucalyptus, possèdent aussi un système de fermentation cæcale, voir Koala#Digestion ; les primates sauf exceptions, les suinés (porcins et pécaris), la plupart des ours sont des monogastriques omnivores et ne consomment des végétaux que pour partie ;

- les herbivores monogastriques et cæcotrophes réingèrent une partie bien précise de leurs crottes pour en compléter la digestion, ce sont principalement les lagomorphes et certains rongeurs :  marmotte, castor, chinchilla, cochon d'Inde (Cavia porcellus#Alimentation) … ; voir aussi Alimentation animale#Herbivores caecotrophes ;
- les macropodidés (kangourous)  possèdent un estomac à plusieurs zones ; la zone antérieure est volumineuse et permet la fermentation des végétaux[37] ;
- les herbivores polygastriques possèdent plusieurs poches stomacales ; celles des ruminants sont : 
  - le réticulum (ou réseau),
  - le feuillet,
  - la caillette, analogue de l'estomac unique des monogastriques,
  - le rumen qui est la plus volumineuse et où a lieu la fermentation.

Les Ruminantia (bovidés, cervidés, antilocapridés, giraffidés) possèdent ces quatre poches. Les Tylopoda (camélidés) n'en ont que trois ; voir aussi Alimentation animale#Herbivores ruminants.
Les hippopotames possèdent également quatre poches stomacales dont trois servant à la fermentation mais ils ne ruminent pas et n'ont pas de cæcum ; la réingestion de bouses existe chez les jeunes ; exceptionnellement les hippopotames peuvent consommer de la viande.
Les colobes, des primates folivores, possèdent trois ou quatre poches stomacales dont les deux premières servent à la fermentation.
Les ruminants valorisent mieux les aliments végétaux grâce à la rumination et à une digestion microbienne qui a lieu dans la panse ou dans les pré-estomacs correspondants des tylopodes. Le poids du contenu stomacal est en général considérable, variant le plus souvent entre 10 et 25 % du poids de l'animal. Ils produisent une salive abondante (plus de 50 l par jour pour une  vache laitière) et particulière contenant de l'urée. Elle permet de lubrifier l'œsophage, de tamponner le pH du rumen, de détoxifier certains éléments (métaux, tanins des végétaux). Comme tous les mammifères, ils n'ont pas de cellulases et lignases qui permettent de digérer la cellulose et la lignine. Ces deux macromolécules composant 90 % de la matière sèche de l'herbe se retrouvent ainsi en partie sous forme de paillettes d'herbes pâles dans les bouses. Des régions spécialisées de leur système digestif hébergent une population importante de bactéries, de champignons et de protozoaires, micro-organismes anaérobies symbiotiques. Bactéries et champignons digèrent les débris végétaux en dégradant en partie la cellulose (micro-organismes cellulolytiques) qu'ils convertissent en cellobiose et glucose. La digestion symbiotique comprend aussi des processus de fermentation anaérobie qui convertissent le glucose en acides gras volatils (acides acétique, propionique et butyrique à l'origine de l'odeur caractéristique des ruminants mais aussi des risques de météorisation), en méthane et en hydrogène. Une grande partie de ces acides gras sont absorbés et passent dans le sang de l’animal, couvrant 40 à 80 % de ses besoins énergétiques. Des protozoaires comme les Ciliés se nourrissent de bactéries et de spores de champignons. L'estomac contient des lysozymes, enzymes antibactériennes qui facilitent la digestion de nombreuses bactéries lorsque celles-ci ont fini leur travail. De ce fait, les mammifères herbivores sont avant tout des microphages, nourris des micro-organismes qu'ils élèvent eux-mêmes à l'herbe puis qu'ils digèrent, d'où l'adage : « Alimenter un ruminant, c'est d'abord nourrir une microflore. »

### Oiseaux
Les colombidés et les gallinacés, plus souvent qualifiés d'omnivores, sont préférentiellement granivores. Les granivores sont dotés d'un gésier broyeur dont l'efficacité est renforcée par la présence de gastrolithes ; on emploie le mot « grit » pour désigner ces petits cailloux fournis aux oiseaux en élevage.
L'oie et dans une certaine mesure les autres anatidés sont préférentiellement herbivores et en partie granivores. Les aliments sont partiellement fermentés dans leur cæcum volumineux.
Les frugivores vrais se rencontrent dans les zones tropicales ; en Europe il n'y a pas de frugivores stricts. L'hoazin est frugivore et présente un système digestif complexe dans lequel les aliments sont fermentés (Hoazin huppé#Régime alimentaire) ; Il existe de nombreuses autres espèces tropicales préférentiellement frugivores (toucan, touraco …).

## Façonnage des écosystèmes et des écopaysages

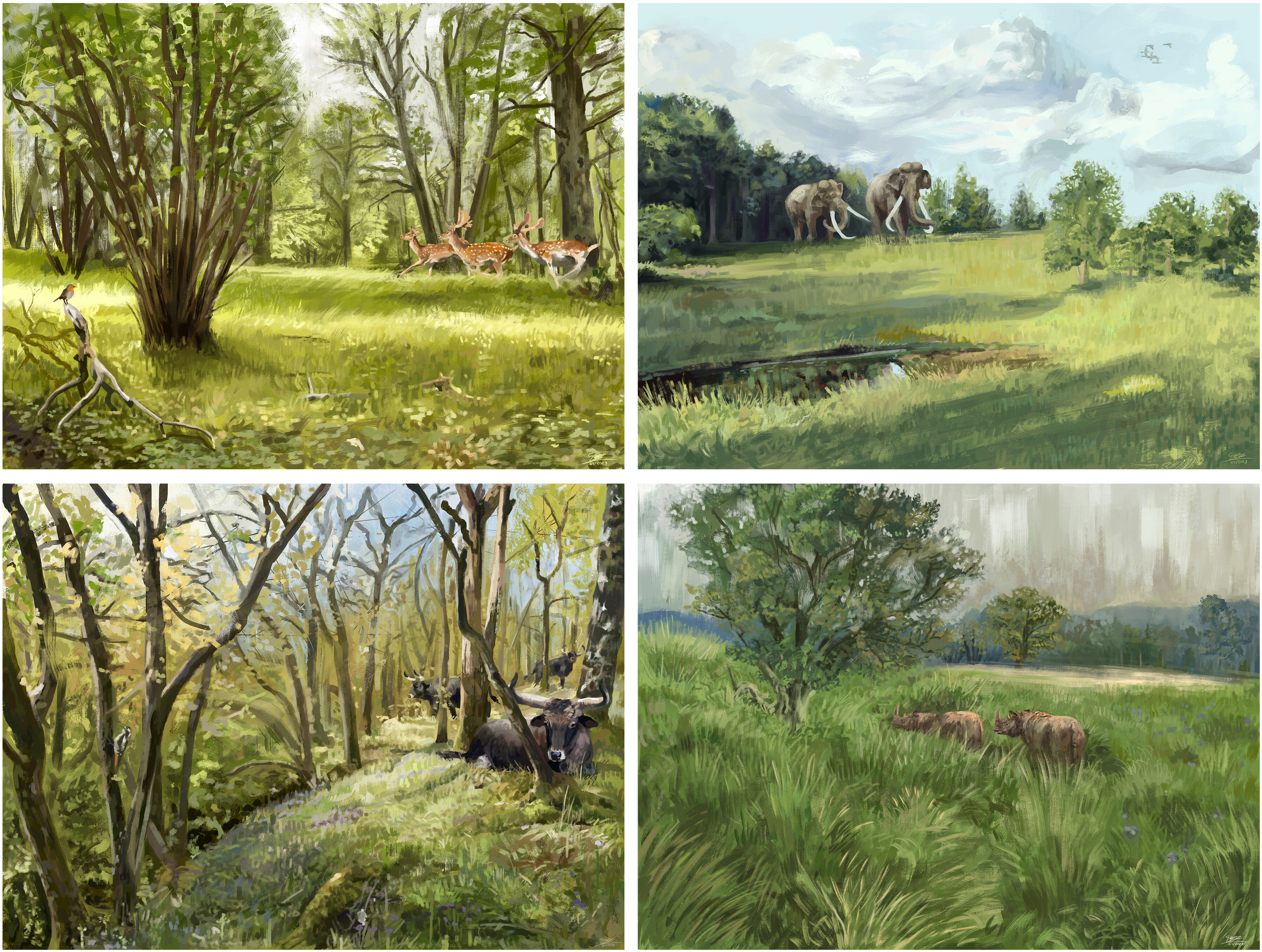
Vue d'artiste de paysages de l'Éémien (avant-dernier interglaciaire européen), d'après des relevés palynologiques, avant la disparition de la mégafaune et la raréfaction d'autres herbivores. Les paysages sont relativement ouverts, contrairement à l'idée parfois fantasmée de forêt vierge primordiale. Sont figurés comme herbivores : le daim, l'éléphant à défenses droites, l'aurochs et le rhinocéros de Merck.

Le castor est une espèce ingénieur bien connue pour les modifications considérables qu'il a apportées dans le paysage de l'hémisphère nord en y créant ou restaurant des chaînes de zones humides maintenues par ses barrages, propices au développement de très nombreuses autres espèces et à une forte réduction du risque d'incendie de tourbières et forêts.
Mais au-delà de cette espèce la pression d’herbivores façonne les écosystèmes et les paysages depuis des millions d'années. Elle n'est pas directement liée à la taille des herbivores ; beaucoup de petits herbivores peuvent modifier le paysage d'une manière aussi intense, bien que différente de celle que feraient quelques mégaherbivores. Ainsi en Amérique du Nord les nuées de tourte voyageuse, un petit pigeon granivore et défoliateur, avaient des effets dévastateurs sur les semis, les plantations et les forêts. Les paléontologues estiment (ex. : 7 octobre 2019 dans la revue Proceedings of the National Academy of Sciences) que les communautés préhistoriques de mégaherbivores (adultes de plus de 900 kg) étaient très différentes, y compris pour leurs effets écopaysagers, de ce qu'elles sont aujourd'hui dans les rares endroits où elles ont survécu comme dans la plaine du Serengeti ; Leur régime alimentaire (qui peut inclure des racines, et des écorces), leur taille, mais aussi leur « stratégie digestive », de migration et de reproduction sont autant de facteurs à prendre en compte, et ils ont varié depuis sept millions d'années de l'histoire de l'Afrique de l'Est, là où l'Homme est apparu.
Les herbivores (mégaherbivores notamment) consomment  une grande quantité de végétaux, pouvant en zone de savane ou sèche diminuer la quantité de matière combustible disponible en saison sèche. Depuis quatre millions d'années, en Afrique de l'Est, la forêt a été contenue au profit des savanes mais avec le déclin des méga-herbivores la communauté d'herbivores a beaucoup changé en Afrique : si les ruminants dominent aujourd'hui les paysages, les non-ruminants y étaient autrefois bien plus communs et dominaient même la faune mammalienne d'Afrique de l'Est, ce qui a indirectement modifié le reste de la faune et les paysages  les méga-herbivores peuvent abattre des arbres, broutent plus haut dans la strate herbacée et piétinent les sols de manière très différente, modifiant le type et la structure de la végétation, influençant le risque de feux de forêt, le cycle des éléments nutritifs. Selon les données disponibles,il semble que le recul des zones boisées et des périodes de sécheresse auraient en Afrique de l'Est causé un fort recul du nombre et de l'influence des non-ruminants.

### Adaptations des végétaux
Étant à la base de la chaine alimentaire, les plantes aussi se sont adaptées afin d’être en mesure de lutter contre l’herbivorie. On distingue leurs mécanismes de défense en quatre catégories : la résistance à l'herbivorie, la tolérance à l'herbivorie, l'ajustement de sa phénologie et la sur-compensation.
La tolérance réduit l'impact négatif de l'herbivorie sur son aptitude phénotypique, mais la génétique à la base de ces adaptations est plus floue que celle des traits de résistance, bien qu'ils soient tous deux sujets à la sélection naturelle. De plus, le génotype de la plante et les conditions environnementales influencent la capacité de tolérance d'une plante agressée. La tolérance est généralement associée à une vitesse de croissance rapide et à de fortes capacités photosynthétiques chez une plante en santé,. Ces deux mécanismes ont un effet d'opposition : d'une part un organisme avec des traits de résistance efficaces ne nécessitera pas de mécanismes de tolérance et inversement, une plante très tolérante n'évolue pas avec des traits de résistance,.
Immobiles les végétaux ont développé des moyens de défense physiques et chimiques, pour réduire les dommages. Parmi les moyens physiques, notons la présence d’épines, de poils ou d’un feuillage épais et rugueux. Ces adaptations morphologiques ont pour but de diminuer l’herbivorie en rendant les plantes moins attrayantes et moins faciles d’accès pour des herbivores. Pour ce qui est des moyens chimiques, les plantes peuvent produire un grand nombre de composés toxiques, nocifs ou tout simplement désagréables au goût afin de réduire l’herbivorie. Par exemple, certaines plantes produisent un acide aminé rare, la canavanine. Étant donné qu’il ressemble à l’arginine, ces plantes l’incorporent dans leurs protéines et cela a pour effet de changer la conformation des protéines et leurs fonctions, de façon à entraîner la mort de l’insecte qui les consomme. D’autres composés tels que la strychnine, morphine, nicotine, mescaline, et les tanins ont un effet toxique pour les herbivores. Ces défenses sont en fait divisées en inhibiteurs quantitatifs et en inhibiteurs qualitatifs. Les inhibiteurs quantitatifs sont efficaces à grandes doses et se retrouvent surtout dans les vieilles feuilles et les tiges ligneuses. Ceux-ci sont notamment la lignine, la cellulose et les phénols. Pour leur part, les inhibiteurs qualitatifs sont efficaces à petites doses et sont retrouvés principalement dans les tissus vulnérables tels que les nouvelles feuilles et les bourgeons.
Par ajustement de la phénologie, on entend par exemple une plante qui aura une période de croissance tôt en saison afin d'éviter de faire ce travail pendant la période où les herbivores sont les plus actifs.
La sur-compensation quant à elle décrit le fait que certaines plantes endommagées par l'herbivorie ont une aptitude phénotypique supérieure aux plantes intactes.
Enfin, par exemple dans les zones fortement fouillées par les sangliers, on constate des ensembles de réponses à l'herbivorie associant la spinescence (production d'épines), la clonalité, l'endozoochorie, l'utilisation d'organes de stockage souterrains et de moindres croissances en hauteur. Il peut en résulter une modification radicale du paysage.